# Янков, Иван
Иван Янков Маринов (болг. Иван Янков Маринов; род. 7 июня 1951, Орешак, Варненская область) — болгарский борец вольного стиля, серебряный призёр Олимпийских игр, трёхкратный чемпион Европы.

## Биография
Иван Янков родился 7 июня 1951 года в селе Орешак Варненской области. С детства занимался борьбой.

## Достижения
- Серебряный призёр Олимпийских игр — 1980
- Бронзовый призёр чемпионата мира — бронза: 1978
- Трёхкратный чемпион Европы — 1973, 1975 и 1978